# Lisa De Vanna
Lisa Marie De Vanna, född 14 november 1984 i Perth, Australien, är en australisk före detta fotbollsspelare. Hon spelade sist för Melbourne Victory. Hon spelade tidigare för bland annat MagicJack i den amerikanska högstaligan Women's Professional Soccer.